# 대한민국 형사소송법 제311조
대한민국 형사소송법 제311조는 법원 또는 법관의 조서에 대한 형사소송법의 조문이다.
[본조신설 2007.6.1.]

## 조문
제311조(법원 또는 법관의 조서) 공판준비 또는 공판기일에 피고인이나 피고인 아닌 자의 진술을 기재한 조서와 법원 또는 법관의 검증의 결과를 기재한 조서는 증거로 할 수 있다. 제184조 및 제221조의2의 규정에 의하여 작성한 조서도 또한 같다.  <개정 1973.1.25., 1995.12.29.>[전문개정 1961.9.1.]

## 참조조문
미국연방증거법 제803조 전문법칙의 예외: 원진술자의 증언 가능성과 상관없이 허용되는 경우
(8) 공적 기록 및 보고서:
형식을 불문하고 (A) 공무소 또는 공공기관의 활동, (B)법률에 따라 보고할 의무가 규정된 사항에 대하여 법률에 부과된 의무에 따라 관찰한 사항, 다만 형사사건에서는 경찰관이나 그 외 다른 법집행기관 요원이 관찰한 사항을 제외하며, (C) 민사적 소송 및 절차 그리고 형사사건에서 정부에 불리한 증거로 제출되는 경우에 법률이 부여한 권한에 따라 행한 조사의 결과로 확인된 사실적 사항에 대한 공무소 또는 공적기관의 기록, 보고서, 진술 또는 자료 편집물, 다만, 정보의 원천이나 다른 상황으로부터 신용성이 결여된 것으로 인정되는 때에는 그러하지 아니하다.

미국연방증거법 제803조 전문법칙의 예외: 원진술자의 증언 가능성과 상관없이 허용되는 경우
(10) 공적 기록 혹은 기재의 부존재:
형태를 불문하고, 기록, 보고, 진술 또는 자료 편집물 등의 부존재, 혹은 공무소 또는 공공기관이 정규적으로 형태를 불문하고 어떤 기록, 보고, 진술, 또는 자료 편집물을 작성하여 보존했던 사항이 발생하지 아니하였거나 존재하지 않는 사실을 증명하기 위해 제출되는 것으로서 기록, 보고, 진술, 자료 편집물 또는 기재를 발견하기 위해 성실히 찾아보았으나 찾을 수 없었던 점에 대한 제902조 규정에 따른 인증 방식과 증거 혹은 증언

제804조 전문법칙의 예외: 원진술자가 증언을 할 수 없는 때
(b) 전문법칙의 예외 원진술자가 증인으로서 증언할 수 없을 경우, 다음 각 호의 증거는 전문법칙에 하여 증거능력이 배제되지 아니한다.
(1) 종전 증언: 당해 소송 또는 다른 소송의 심문 절차에서 당해 소송 또는 다른 소송의 과정에서 법률에 따라 행해진 진술보전 절차에서 증인으로서 한 증언, 다만, 현재 그 증언이 증거로 제출되는 민사적 소송 또는 절차에서는 반대 당사자와 이해관계를 같이하는 피승계인이 주신문, 반대신문 또는 재주신문에 의하여 증인의 증언을 전개할 기회 및 유사한 동기를 가진 때에 한한다.

## 참고 문헌
- 손동권 신이철, 새로운 형사소송법(초판, 2013), 세창, 2013. ISBN 9788984114081
- 아서베스트, 미국증거법 사례와 해설.

## 같이 보기
- 법원